# Dansk Film - Sådan set
Dansk Film - Sådan set er en dansk dokumentarfilm fra 1968, der er instrueret af Svend Aage Lorentz.

## Handling
Resume af dansk filmproduktion 1931-1967. Indeholder klip fra følgende film: Præsten i Vejlby, Skal vi vædde en million?, Odds 777, Tango, Fredløs, Fem raske piger, Barken Margrethe af Danmark, Panserbasse, Mille, Marie og mig, Tak fordi du kom, Nick - !, Afsporet, En herre i kjole og hvidt, Otte akkorder, Naar man kun er ung, Spurve under taget, Vredens dag, De røde Enge, Det gælder din frihed, Soldaten og Jenny, Ta', hvad du vil ha', Mød mig på Cassiopeia, Adam og Eva, Ordet, Ingen tid til kærtegn, Harry og kammertjeneren, Qivitoq, Baronessen fra benzintanken, Det tossede paradis, Frøken Nitouche, Selvmordsskolen, Gertrud, Slå først Frede, Flagermusen, Sult, Der var engang en krig, Fantasterne, Det er ikke appelsiner - det er heste, Mennesker mødes og sød musik opstår i hjertet og Jeg er sgu min egen.